# Burasaia gracilis
Burasaia gracilis är en tvåhjärtbladig växtart som beskrevs av Joseph Decaisne. Burasaia gracilis ingår i släktet Burasaia och familjen Menispermaceae. Inga underarter finns listade i Catalogue of Life.